# Heinrich Zille

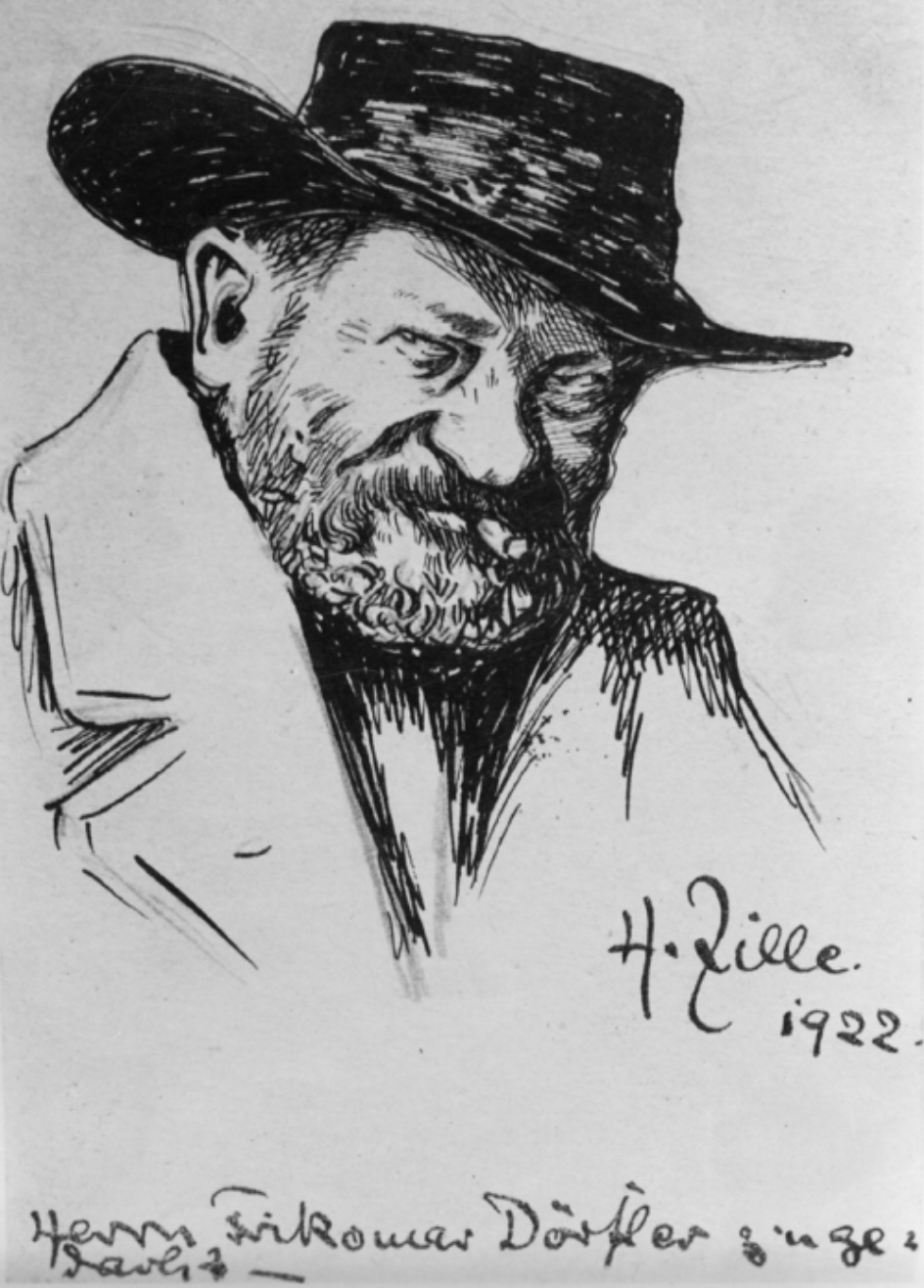
Selbstporträt, 1922

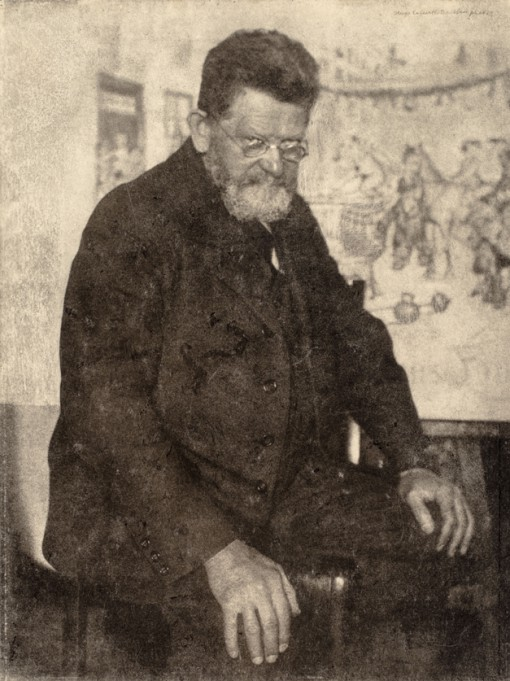
Fotoporträt Zilles von Hugo Erfurth, 1922

Heinrich Rudolf Zille (* 10. Januar 1858 in Radeburg bei Dresden; † 9. August 1929 in Berlin) war ein deutscher Grafiker, Maler und Fotograf. In seiner Kunst bevorzugte der Pinselheinrich genannte Zille Themen aus dem Berliner Volksleben, das er ebenso lokalpatriotisch wie sozialkritisch darstellte.

## Leben und Wirken

### Kindheit und Jugend
Heinrich Zille war Sohn des Uhrmachers Johann Traugott Zille (1824–1909) aus Colditz und dessen Ehefrau Ernestine Louise, geb. Heinitz (1832–1908), einer Bergmannstochter aus Erbisdorf im Erzgebirge. Dass der Vater zuvor als Grobschmied tätig gewesen sein soll, wurde erstmals 15 Jahre nach seinem Tod behauptet. Als Grund kann gelten, dass Heinrich Zille als Zeichner aus dem Volk etabliert werden sollte, wofür sich allerdings weder sein eigener Beruf als Lithograf noch der seines Vaters eignete, die beide eher mit dem Kleinbürgertum assoziiert werden. Dass die Behauptung falsch ist, wird durch Urkunden belegt. Die südafrikanische Politikerin Helen Zille behauptete eine Verwandtschaft mit Heinrich Zilles väterlicher Familie. Heinrich Zille wurde in der sächsischen Kleinstadt Radeburg (bei Dresden) in einem Hintergebäude des heutigen Hauses Markt 11 geboren, an dem eine Gedenktafel an ihn erinnert. Nach seiner Geburt brannte im selben Jahr die nördliche Marktseite ab, und die Zilles zogen in das damalige Gasthaus „Stadt Leipzig“ um, heute Heinrich-Zille-Straße 1. Dort lebte Heinrich Zille bis zu seinem dritten Lebensjahr.

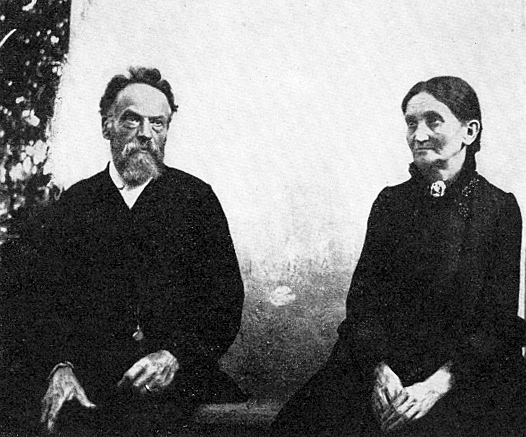
Johann Traugott Zille und dessen Ehefrau Ernestine Louise (Zilles Eltern)

Der Vater erwarb im September 1861 für 5000 Taler ein Grundstück in Dresden und zog mit seiner Familie dorthin. Eineinhalb Jahre später wurde das Anwesen mit einem Gewinn von 600 Talern weiterverkauft. Für die Zeit danach lässt sich die Familie unter vier Adressen in der sächsischen Landeshauptstadt nachweisen. Als im Sommer 1868 die zweimal jährlich anfallenden Bürgersteuern ausblieben, wurden die Behörden auf den Wegzug der Familie aufmerksam. Sie wohnte inzwischen in Berlin und zwar bis zu Heinrichs 14. Lebensjahr unter ärmlichen Bedingungen in einer Kellerwohnung in der Kleinen Andreasstraße 17, nahe dem Schlesischen Bahnhof. Heinrich Zille verdiente durch Austragen von Milch, Brötchen und Zeitungen und andere Gepäckträger- und Botendienste Geld hinzu.
Zille war von den Stichen William Hogarths beeindruckt, die er in Pfennig-Magazinen entdeckt hatte. Auf der Schule begann er, Zeichenunterricht zu nehmen; für die Kosten musste er selbst aufkommen. Sein privater Zeichenlehrer Anton Spanner ermunterte ihn bei einem Gespräch über seinen Berufswunsch, er solle doch Lithograf werden: „Wenn du Lithograph wirst, sitzt du gut angezogen mit Kragen und Schlips in der Stube. Du schwitzt nicht und bekommst keine dreckigen Hände. Was willst du noch mehr?“ Nach dem Willen seines Vaters sollte Zille ursprünglich Metzger werden, er konnte jedoch kein Blut sehen, also ging er bei dem Steinzeichner Fritz Hecht an der Alten Jakobstraße in die Lehre.

### Lehr- und Berufsjahre
Parallel nahm Heinrich Zille Studien bei dem Maler, Illustrator und Karikaturisten Professor Theodor Hosemann an der Königlichen Kunstschule auf. Hosemann war ein humorvoller und präziser künstlerischer Beobachter des Altberliner Kleinbürgers und Spießers. Ebenso besuchte er zweimal pro Woche den Abendunterricht von Professor Carl Domschke, der ihm die Grundlagen anatomischen Zeichnens vermittelte. Hosemann gab dem Schüler Zille den Rat mit auf den Weg: „Gehen Sie lieber auf die Straße raus, ins Freie, beobachten Sie selbst, das ist besser als nachmachen. Was Sie auch werden – im Leben können Sie es immer gebrauchen; ohne zeichnen zu können, sollte kein denkender Mensch sein.“
Nach Abschluss der Studien arbeitete Zille ab 1875 zunächst in verschiedenen Betrieben: er zeichnete Damenmoden, Muster für Beleuchtungskörper, Kitsch- und Werbemotive und porträtierte zu seinem Vergnügen oder gegen einen Obolus Arbeitskollegen. Weiteres berufliches Rüstzeug erhielt Zille in der Lithografieanstalt Winckelmann & Söhne, wo er als Geselle verschiedene grafischen Techniken kennenlernte: Buntdruck, Zinkografie, die Herstellung von Klischees, Retusche, Ätzradierung und schließlich Lichtdruck und Photogravur. Bei Winckelmann arbeitete Zille mit den späteren Tiermalern Oskar Frenzel und Richard Friese zusammen. Am 1. Oktober 1877 bekam er eine Anstellung als Geselle bei der Photographischen Gesellschaft Berlin am Dönhoffplatz, bei der er 30 Jahre lang, mit Unterbrechung durch den Militärdienst, beschäftigt bleiben sollte. Da die Drucktechnik um die Jahrhundertwende noch in den Anfängen steckte und es noch keinen vollkommenen Bilderdruck auf der Buchdruckpresse gab – die Autotypie war gerade 1880 entwickelt worden –, fertigten die Retuscheure von den Originalen fotografische Aufnahmen an, die in Kleinarbeit mit den Retuschierwerkzeugen korrigiert wurden.

### Militärdienst

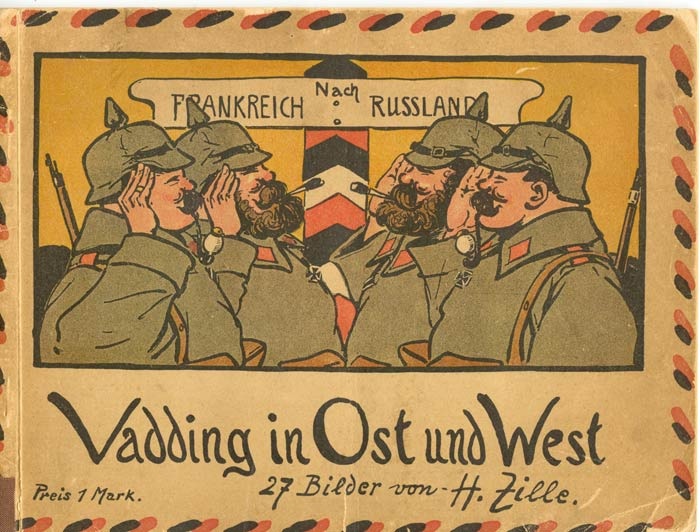
Vadding in Ost und West, 1915/1916

Von 1880 bis 1882 absolvierte Zille seine Militärdienstzeit als Grenadier beim Leib-Grenadier-Regiment, erstes Brandenburgisches Nr. 8, in Frankfurt (Oder) und als Wachsoldat im Zuchthaus Sonnenburg (heute: Słońsk). Für Zille waren diese Jahre eine unliebsame Erfahrung, die er während seiner freien Zeit in zahlreichen Notizen und Skizzen festhielt. Einmal notierte er: „Wir wurden verteilt in die Kompanien, kam man in die Stuben, die Wanzen lauerten schon. In den Betten zerlegenes Müll, Häcksel als Stroh. Schlechtes Essen. Dafür täglich von den Offizieren mit einer Kloake von Kasernenhofblüten und Witzen besudelt. […] Es diente mit zur Mannschaftsausbildung, dass so ein Laffe von Leutnant sonntags vormittags, bei der Spindrevision, auf das Bild meiner Liebsten, das auf der inneren Seite der Tür befestigt war, zeigen durfte mit der höhnischen Frage: ‚Ihre Sau?‘“
In den zwei Jahren Dienstzeit entstanden episodische Soldatenbilder mit vorwiegend humorvollem Charakter, viele dieser Arbeiten sind jedoch verschollen. Zille verarbeitete die eigenen Militärerlebnisse später in seinen „anekdotischen Soldaten- und Kriegsbildern“, die während des Ersten Weltkriegs, in den Jahren 1915 und 1916, als Serien unter den Titeln Vadding in Frankreich I u. II und Vadding in Ost und West erschienen. Die satirischen, wenn auch überwiegend patriotischen Bildbändchen wurden vielfach als Kriegsverherrlichung angesehen, infolgedessen schuf Zille auf Anregung seines Freundes Otto Nagel die eindringlicheren Antikriegsbilder Kriegsmarmelade, die allerdings erst lange nach dem Krieg in geringer Auflage veröffentlicht wurden und mittlerweile an Aktualität eingebüßt hatten.

### Familie

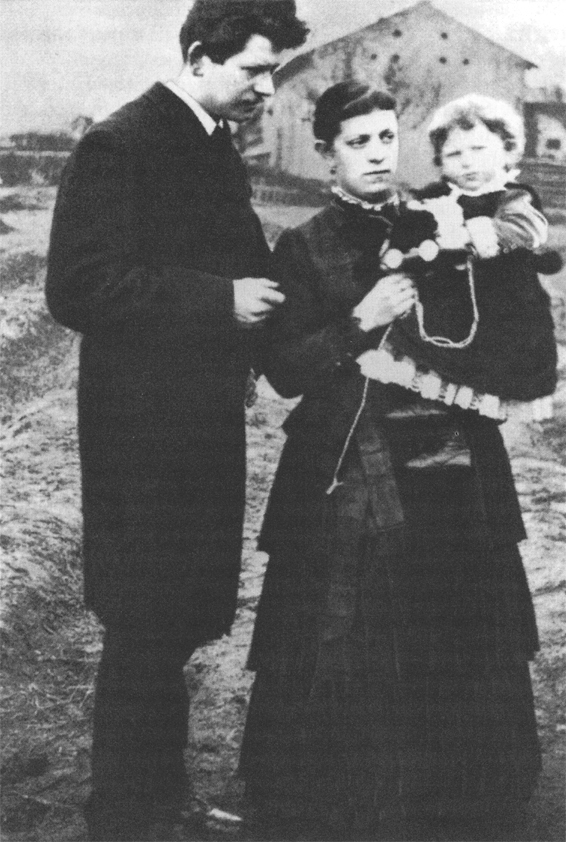
Heinrich Zille als junger Familienvater

Nach der Entlassung vom Militär ging Zille zur Photographischen Gesellschaft zurück. Bald darauf lernte er Hulda Frieske kennen, Tochter eines Nadlermeisters und Lehrers. Beide heirateten am 15. Dezember 1883 in Fürstenwalde, nachdem Frieske am 22. September 18 Jahre alt geworden war. Zille war zu jenem Zeitpunkt 25 Jahre alt. Das Paar bezog eine Kellerwohnung in Boxhagen-Rummelsburg im Grenzweg (heute: Fischerstraße, vgl.→ Berlin-Rummelsburg); 1884 kam die Tochter Margarete in der Wohnung Lichtenberger Kietz 13 zur Welt. 1886 musste die Familie den Tod einer Tochter verkraften, die die Geburt nicht überlebte, 1888 wurde Sohn Hans in der Türrschmidtstraße geboren, wohin die Zilles 1887 gezogen waren, darauf folgte 1891 der spätere Grafiker Walter († 1959) in der Mozartstraße (heute: Geusenstraße). Alle Quartiere der Zilles lagen im gleichen östlichen Vorort Berlins, in der Victoriastadt in Lichtenberg. Die letzte Etappe führte die Familie 1892 schließlich in eine Dreizimmerwohnung nach Berlin-Charlottenburg in der Sophie-Charlotten-Straße 88, IV. Stock. Hier wohnte Heinrich Zille fast 40 Jahre bis zu seinem Tode. Diese Wohnung lag näher an Zilles Arbeitsstätte, denn die Photographische Gesellschaft war inzwischen in das neue Villenviertel Westend umgezogen. Diese Zeit sollte eine der kreativsten Phasen in Zilles Werk werden. Auch wenn er selbst nicht an einen Erfolg als Künstler glaubte, widmete er sich in seiner Freizeit weiterhin seinen Zeichnungen und Studien. Vom Zeichenstil her war Zille noch von der Zeitschrift Die Gartenlaube geprägt.
Die südafrikanische Politikerin Helen Zille ist nicht seine Großnichte. Die von ihr selbst zuvor dahingehend geäußerten Hinweise hat sie 2016 in ihrer Autobiografie zurückgenommen. Die Berliner Familienforscherin Martina Rohde hatte zuvor dokumentiert, dass es in den handschriftlichen Aufzeichnungen ihres Onkels Heinrich eine Verwechslung zwischen Personen gleichen Namens, aber mit unterschiedlichen Geburtsorten und -daten gab.

### Fotograf

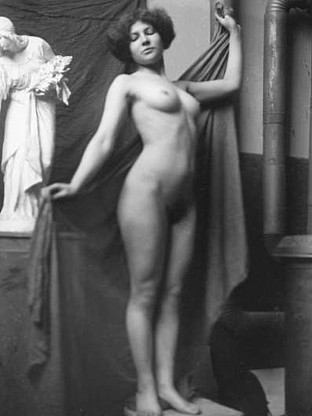
Akt, Atelier August Heer, um 1900

Zwischen 1882 und 1906 wandte sich Heinrich Zille vorübergehend auch der Fotografie zu. Dass er außerhalb seiner Arbeitsstätte selbst fotografisch tätig war, wurde erstmals 1967 durch das Buch von Friedrich Luft Mein Photo-Milljöh. 100x Alt-Berlin aufgenommen von Heinrich Zille selber behauptet. In Zilles Wohnung in der Sophie-Charlotten-Straße 88 wurden in einer Kommode „418 Glasnegative, einige Glaspositive und über 100 Photographien, von denen keine Negative mehr aufzufinden sind“, wiedergefunden. Die Fotos waren in der Familie bekannt und wurden teilweise bereits zuvor publiziert. Diese Bilder zeigen nicht die herausgeputzte kaiserliche Seite von Berlin, sondern den Alltag der Berliner in den Hinterhöfen oder auf den Jahrmärkten. Allerdings kann nicht belegt werden, ob Heinrich Zille der Urheber dieser Fotografien ist. Zweifel ergeben sich insbesondere aus der Ablehnung des Lithografen, bei der Erstellung von Bildern technische Apparate zu benutzen. Zudem spricht gegen eigenhändige Fotografien Zilles, dass sich in seinem Nachlass keine einzige Kamera befand. Tatsache ist, dass er 30 Jahre (bis 1907) bei der Photographischen Gesellschaft in Berlin als Lithograf angestellt und dort unter anderem im Fotolabor tätig war. Hingegen ist umstritten, ob er jemals fotografierte. So soll er für die ihm zugeschriebenen Aktfotos aus den Jahren 1900/03 die Ateliers von August Gaul und August Heer genutzt haben. Diese Aufnahmen zeigen das Geschehen im Atelier, die Modelle und Künstler bei ihrer Arbeit. Bemerkenswert ist, dass zu ebendieser Zeit der Tierbildhauer August Gaul als Fotograf und Heinrich Zille als dessen Entwickler im Fotolabor nachweisbar sind. Die Fotokamera verstand Zille als „lichtbildnerischen Notizblock“ für seine grafischen Studien, für die er sich unter anderem auch bei Postkartenmotiven und Pressefotos bediente.

### „Zille sein Milljöh“

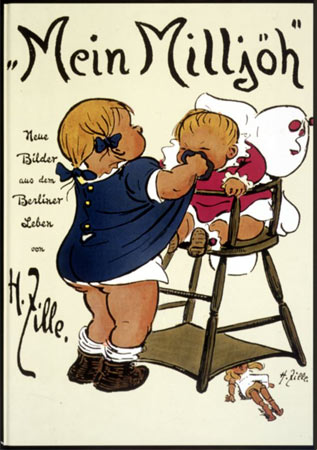
Drücken musste! (Heinrich Zille: Mein Milljöh, 1913)

Um die Wende zum 20. Jahrhundert begann Heinrich Zille immer bewusster, Szenen aus der proletarischen Unterschicht für sich als Sujet zu entdecken. Zille fand sein „Milljöh“ in den Hinterhöfen der Mietskasernen, Seitengassen und Kaschemmen der Arbeiterviertel. 1907 wurde Zille deswegen von der Photographischen Gesellschaft entlassen. Den Fünfzigjährigen traf dies hart: Er war verbittert, empört und zutiefst bestürzt. Freunde Zilles, die Künstler waren, insbesondere Paul Klimsch, aber auch Max Liebermann, sahen seine Entlassung gelassen bis optimistisch, glaubten sie doch an das künstlerische Potential Zilles. Es sollte eine Zeit dauern, bis Zille begriff, dass er sich hier an der Schwelle zu einem völlig neuen Lebensabschnitt befand: weg vom jahrzehntelangen Werkstattleben hin zum wahren Leben draußen vor der Haustür. Er erinnerte sich an die Worte seines ehemaligen Professors: „Gehen Sie lieber auf die Straße hinaus …“
Heinrich Zille begann erst nach seiner Entlassung als freier Künstler zu arbeiten und fand nun den für ihn so typischen Duktus, der, mit seinen berlinerischen Texten, Kurzgeschichten und Bonmots versehen, seine Zeichnungen so originell machte. Mittlerweile war der „Pinselheinrich“, wie er liebevoll genannt wurde, in Berlin kein Unbekannter mehr und genoss bereits einen gewissen Ruhm als virtuoser Porträtzeichner. Zilles Arbeiten stießen mit ihrer spöttischen Sozialkritik an der Wilhelminischen Zeit nicht immer auf Gegenliebe. Hinter seinen teilweise bitterbösen Zeichnungen versteckten sich Tragik und Abgrund: „Wenn ick will, kann ick Blut in den Schnee spucken …“, rühmt sich ein schwindsüchtiges Mädchen gegenüber anderen Kindern. Eine Ausstellung wurde von einem Offizier erbost mit dem klassischen Satz: „Der Kerl nimmt einem ja die janze Lebensfreude!“ kommentiert.

### Secession und der Erfolg als Künstler
Um die Jahrhundertwende konnte Heinrich Zille erste Zeichnungen ausstellen und in Zeitschriften wie Simplicissimus, Jugend – Münchener Illustrierte Wochenschrift für Kunst & Leben und Die Lustigen Blätter veröffentlichen. Bald wurde man in den Berliner Künstlerkreisen auf „den Neuen“ aufmerksam. Der Kunstkritiker Hans Rosenhagen schätzte Zille als „Neue Erscheinung, die mit einer Reihe von ebenso realistisch wirksamen wie humorvollen farbigen Zeichnungen ‚aus dem dunklen Berlin’ und einem höchst drastischen ‚Frühlingswunder’ angenehm auffällt.“ In dieser Zeit stand er dem befreundeten Bildhauer August Kraus Modell für die Büste des Ritters Wedigo von Plotho, die als Teil eines Denkmals auf der Siegesallee im Jahr 1900 enthüllt wurde.

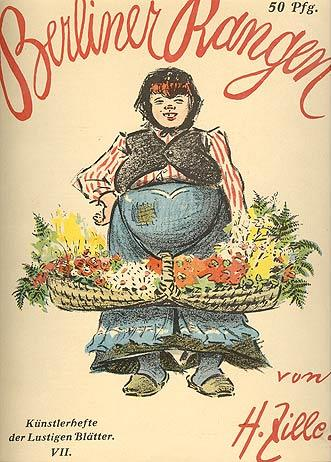
Berliner Rangen, 1908

1903 erfolgte Zilles Aufnahme in die neu gegründete Berliner Secession, eine Künstlergruppe, die sich auf Betreiben von Max Liebermann, Walter Leistikow und Franz Skarbina vom bis dahin dominierenden akademischen Kunstbetrieb abgespalten hatte. Heinrich Zille war auch ein frühes Mitglied des ebenfalls in diesem Jahr gegründeten Deutschen Künstlerbundes, seine Mitgliedschaft findet sich erstmals im Mitgliederverzeichnis der dritten Jahresausstellung des DKB 1906 im Großherzoglichen Museum in Weimar. Zille wurde Protegé und ein guter Freund von Liebermann. Im gleichen Jahr begann Zille an der von Th. Th. Heine und Albert Langen herausgegebenen Münchner Satirezeitschrift „Simplicissimus“ mitzuarbeiten. Er lernte dabei den norwegischen Zeichner Olaf Gulbransson kennen. Es folgten Jugend (1905) und schließlich die Lustigen Blätter, deren Verlag Dr. Eysler & Co. Berlin im Rahmen der Reihe Künstlerhefte die ersten volksnahen Milieuzeichnungen Zilles Kinder der Straße und Berliner Rangen (beide 1908) herausbrachte, die Zilles auflagenstarke Publikationen einleiteten. Mit den Mappen Mutter Erde (1905) und Zwölf Künstlerdrucke (1909) mit Heliogravüren von Handzeichnungen und Radierungen erlangte Zille schließlich überregionale Bekanntheit als einer der besten deutschen Zeichner. 1914 brachte er seinen zweiten Bildband Mein Milljöh heraus. Der Publikumserfolg als freischaffender Künstler kam Zille in Hinblick auf seine Entlassung bei der Photographischen Gesellschaft gerade recht. Galeristen bemühten sich um den „Professor mit der Nickelbrille“, und gelegentlich verkaufte Zille auch Werke an Privatsammler und schuf Wandmalereien für verschiedene Lokalitäten und Bierkeller. Trotz aller Achtungserfolge erwarb die Berliner Nationalgalerie erst 1921 eine größere Anzahl Zeichnungen von ihm.
1910 wurde Zille zusammen mit Fritz Koch-Gotha der Menzelpreis der Berliner Illustrirten Zeitung für seine künstlerische Leistung verliehen. 1913 traten rund 40 Künstler, darunter auch Zille, wiederum aus der Berliner Secession aus und gründeten die Freie Secession. Zille wurde Vorstandsmitglied; Ehrenpräsident war Max Liebermann. Auf Liebermanns Vorschlag wurde Zille 1924 mit der Ernennung zum Professor schließlich Mitglied der Preußischen Akademie der Künste. Allem Ruhm zum Trotz blieb Zille stets relativ gleichgültig gegenüber den zahlreichen Ehrungen, die ihm angetragen wurden. Dies änderte sich auch nicht, als mitten in den Entbehrungen des Ersten Weltkriegs seine ersten Bilderbücher erfolgreich verlegt wurden, und auch in späteren Jahren blieb der Künstler bescheiden.

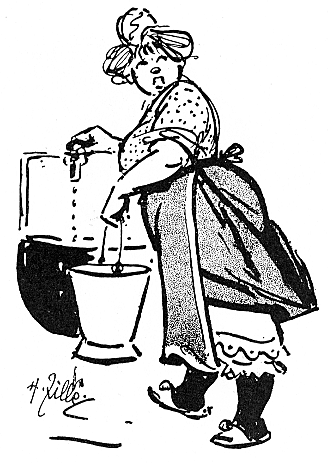
„Wat – ick habe den Hahn überdreht? – Det hat die Vorichte jedahn! Der lief schon, als ick kam!“
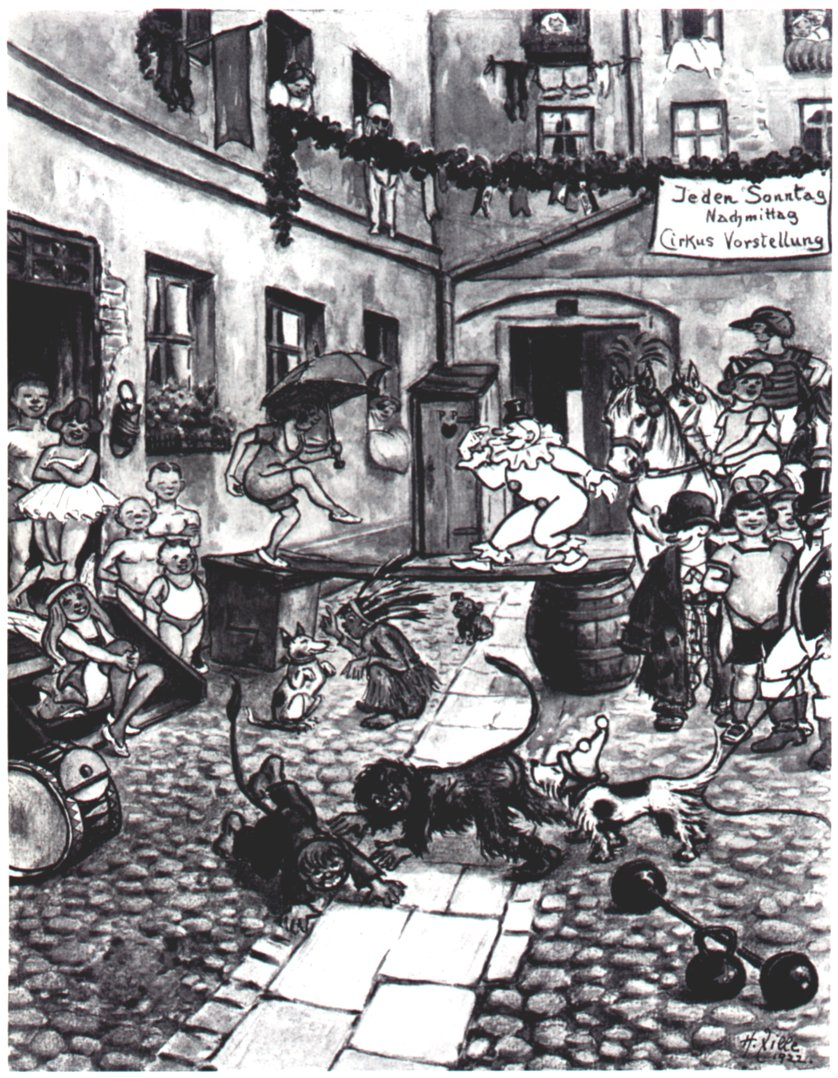
Zirkus auf dem Hinterhof, 1922
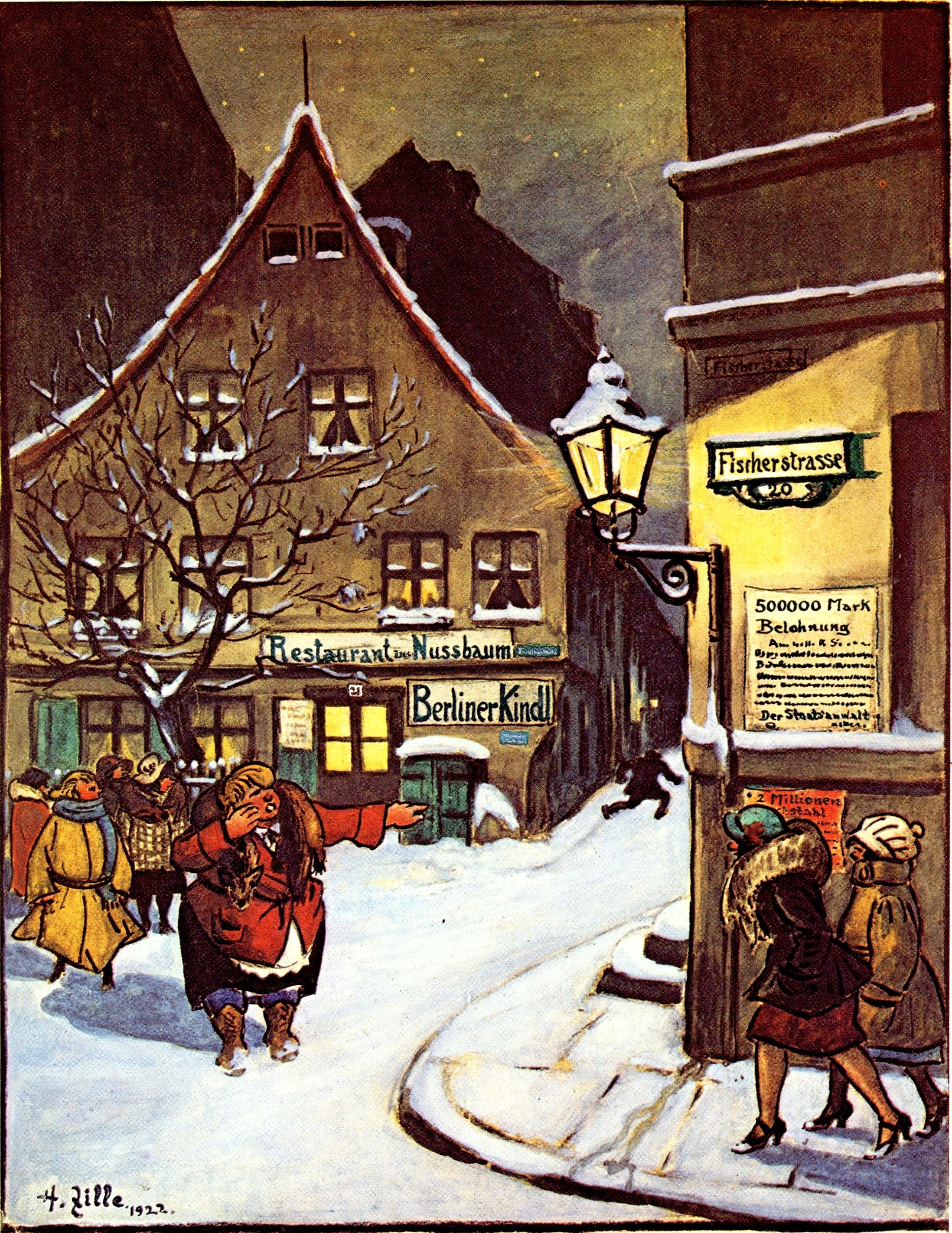
Zum Nußbaum, Postkarte von 1923
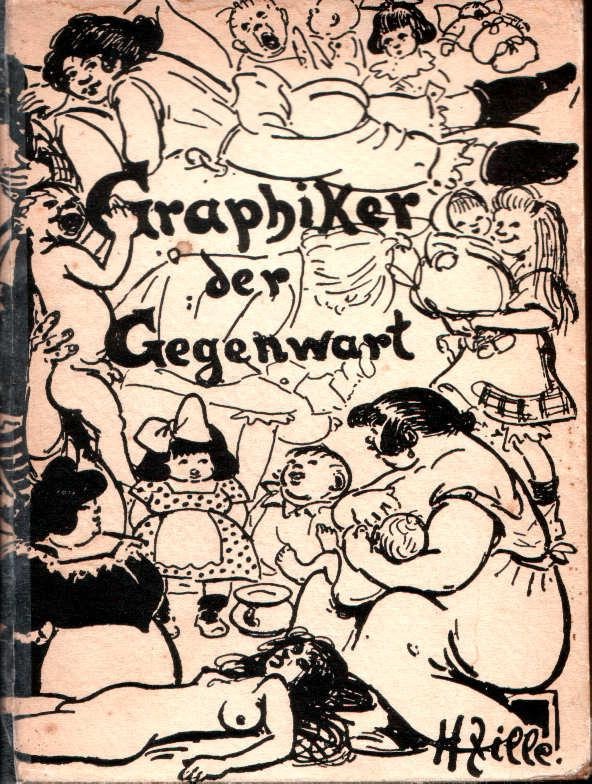
Graphiker der Gegenwart, 1925

### Spätere Jahre und Tod

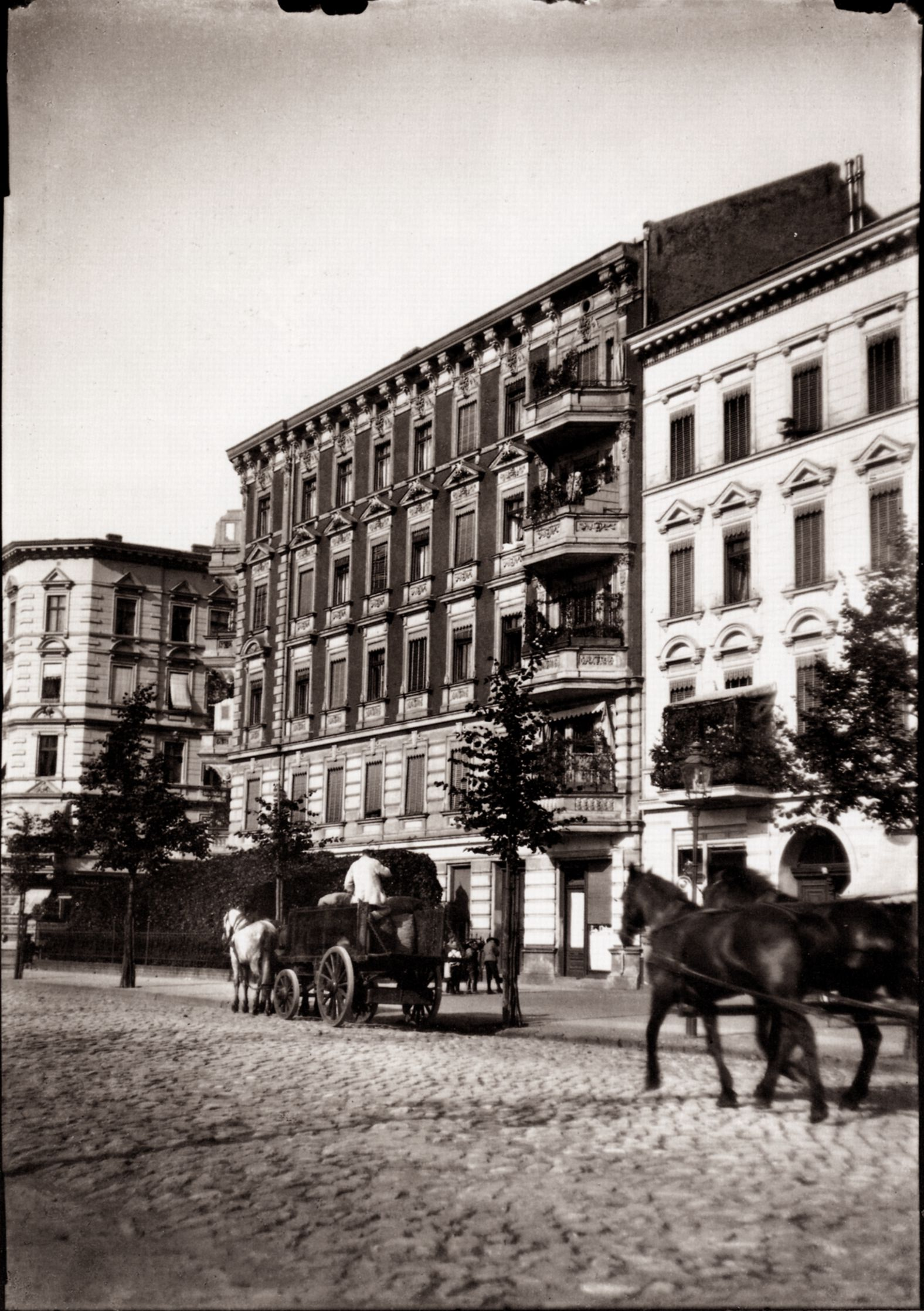
Zilles Haus, Sophie-Charlotten-Straße 88, 1892

Zille litt nach dem Krieg zunehmend an Gicht und Diabetes. Am 9. Juni 1919 starb Zilles Ehefrau Hulda im Alter von 54 Jahren. Auch sein Sohn Hans und seine geliebte Schwiegertochter Anna starben früh. Anna, Ehefrau von Zilles Sohn Walter, starb nur wenige Monate nach Heinrich Zille im Dezember 1929 an einer Lungenembolie, der Sohn Hans starb 1934.
Als seine Frau gestorben war, hatte sich Heinrich Zille vorgenommen, die Wohnung in der Sophie-Charlotten-Straße 88 bis zu seinem Tod zu behalten: „Meine Wände sollen mein Heim sein, bis ich sterbe.“ Das Wohnhaus wurde später unter Denkmalschutz gestellt. Von den drei Kindern Grete, Hans und Walter blieb Zille nur eine Enkeltochter, Anneliese Preetz-Zille, die Tochter seines Sohnes Hans.
Der Sohn Walter behielt die Wohnung an der Sophie-Charlotten-Straße eine Zeit lang im Sinne seines Vaters, löste den Bestand jedoch in den Nachkriegsjahren aus finanziellen Gründen auf.

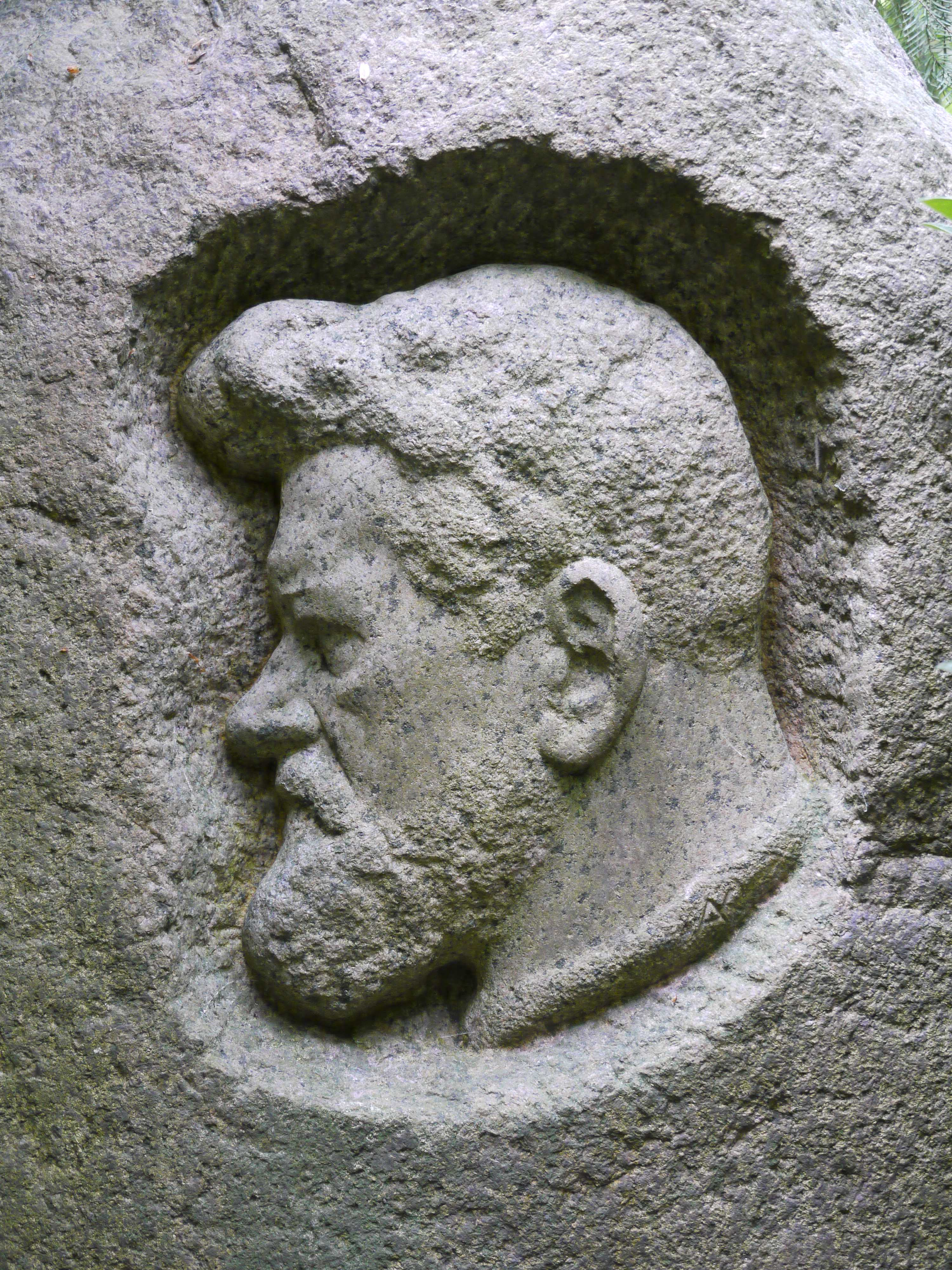
Relief von August Kraus auf Zilles Grabstein

In seinen letzten Lebensjahren veröffentlichte Heinrich Zille Zeichnungen in der Berliner Satire-Zeitschrift Ulk. Den Höhepunkt seiner Popularität erreichte er ein Jahr vor seinem Tod mit den Feierlichkeiten zu seinem 70. Geburtstag. Im Märkischen Museum wurde eine Retrospektive seiner Werke unter dem Titel „Zilles Werdegang“ ausgestellt.
Im Februar 1929 erlitt Zille einen ersten, im Mai einen zweiten Schlaganfall. In der Folgezeit zog sich der Künstler zunehmend zurück und ließ an seiner Wohnungstür mit einer gezeichneten Postkarte in zittriger Handschrift ausrichten: „Bin krank. Bitte keinen Besuch.“
Heinrich Zille starb am Morgen des 9. August 1929. Er erhielt ein Ehrengrab der Stadt Berlin auf dem Südwestkirchhof Stahnsdorf Begräbnisblock Epiphanien (Feld 14, Gartenstelle 34/35). Rund 2000 Trauergäste folgten dem Sarg. Ein Schild und ein Stein weisen den Weg „zu Zille“.

## Rezeption
Zille gehört zu den bekanntesten Berlinern der ersten Hälfte des 20. Jahrhunderts und zählt neben Claire Waldoff, mit der er befreundet war, zu den Berliner Originalen. In der deutschen Hauptstadt ist er in zahlreichen Ehrungen verewigt. Mit seinen Zeichnungen erreichte er sowohl das gehobene Bildungsbürgertum als auch das „normale Volk“, das ihm als dankbares Sujet diente.

### Betrachtungen zur Person
„… es gibt noch einen dritten Zille, und dieser ist mir der liebste. Der ist weder Humorist für Witzblätter noch Satiriker. Er ist restlos Künstler. Ein paar Linien, ein paar Striche, ein wenig Farbe mitunter – und es sind Meisterwerke.“

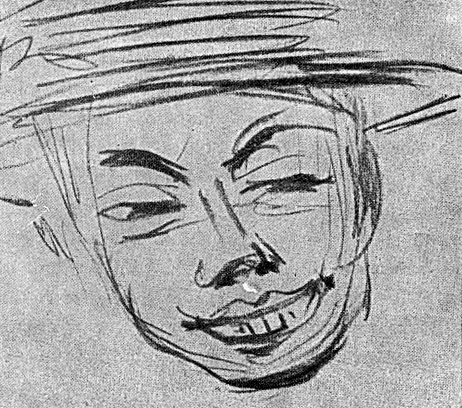
Käthe Kollwitz (Datum unbekannt), Zeichnung von Heinrich Zille

Populär und volkstümlich wurde Heinrich Zille zweifelsohne durch die Witz- und Satireblätter: bald kannte jeder seine humorvollen, manchmal sarkastischen, aber stets unverwechselbar ins Schwarze treffenden Bildunterschriften in- und auswendig. Doch hinter dem „Pinselheinrich“ versteckte sich noch ein anderer, introvertierter Zille, den nur seine intimsten Freunde kannten und zu schätzen wussten. Jenseits aller Komik und allen Gelächters schirmte er diese Privatsphäre vor neugierigen Blicken ab. In dieser privaten Welt entstanden die unbekannt gebliebenen Zeichnungen und Radierungen, die nie in Zille-Bände Einzug hielten: regungslos wartende, auf Brosamen hoffende Hausiererpaare, auf deren Schultern das ganze Unrecht der Gesellschaft zu lasten scheint; alte Reisigsammlerinnen, die gebückt und von Gram gebeugt noch eine andere Last als die ihrer Kiepen mit sich schleppen; dann gibt es zahlreiche Aktstudien von Arbeiterinnen aus der Zeit nach der Jahrhundertwende, in denen nichts von Zartheit zu finden ist, sondern robuste Leiblichkeit; zahlreiche skizzierte Säuglinge und Kleinkinder, deren Gesichter schon uralt auf den Betrachter wirken; überdies fanden sich frühe Landschaftsstudien und Porträts in Zilles Geheimarchiv. Die zahlreichen einfühlsamen „Privatporträts“ seiner Freunde, unter anderen Ernst Barlach, August Gaul, Lyonel Feininger, Käthe Kollwitz, Max Liebermann, Otto Nagel oder August Kraus, besitzen zwar Zilles Tendenz zur schnellen Karikatur, spiegeln aber auch das Typische, den Charakter des Gesichtes wider.
Käthe Kollwitz und Heinrich Zille verband indes eine langjährige Freundschaft. Beide lebten und arbeiteten in Berlin, begegneten sich häufig in der Akademie und hatten künstlerische Übereinstimmungen, sie widmeten sich, wenn auch auf unterschiedliche Weise, ähnlichen Themen und Sujets.
Erst 2014 wurde bekannt, dass der einflussreiche Publizist Erich Knauf Anfang der 1930er Jahre ein Manuskript für eine Zille-Biografie verfasste, das der Autor nicht mehr selbst veröffentlichen konnte. Unter dem Titel Der unbekannte Zille hatte er sich darin dem Leben und Wirken des Künstlers kritisch und ganzheitlich gewidmet; insbesondere verurteilte er die Selbstvermarktung Heinrich Zilles in dessen letzten Lebensjahren sowie den Farbeinsatz und die Komposition bei allzu narrativen Werken. Knauf schrieb beispielsweise:
„Das Volk liebt den Kitsch, es wird dazu erzogen. ‚Vater Zille‘ – das ist der Kitsch in Überlebensgrösse [sic!]. Damit gab man dem ganzen Zillethema eine Wendung, die aus der Lebensart dieses Zeichners und aus seinem Milljöh einen rührseligen Gassenhauer machte. Auch dort, wo man, wie in den Zillefilmen, von ehrlicheren Motiven ausging, wurde ein Zerrbild daraus. Zille gab zu allem seinen Segen. Es brachte ihm Geld und Ehren.“

### Mutterwitz und Mundart: Das Berlinische

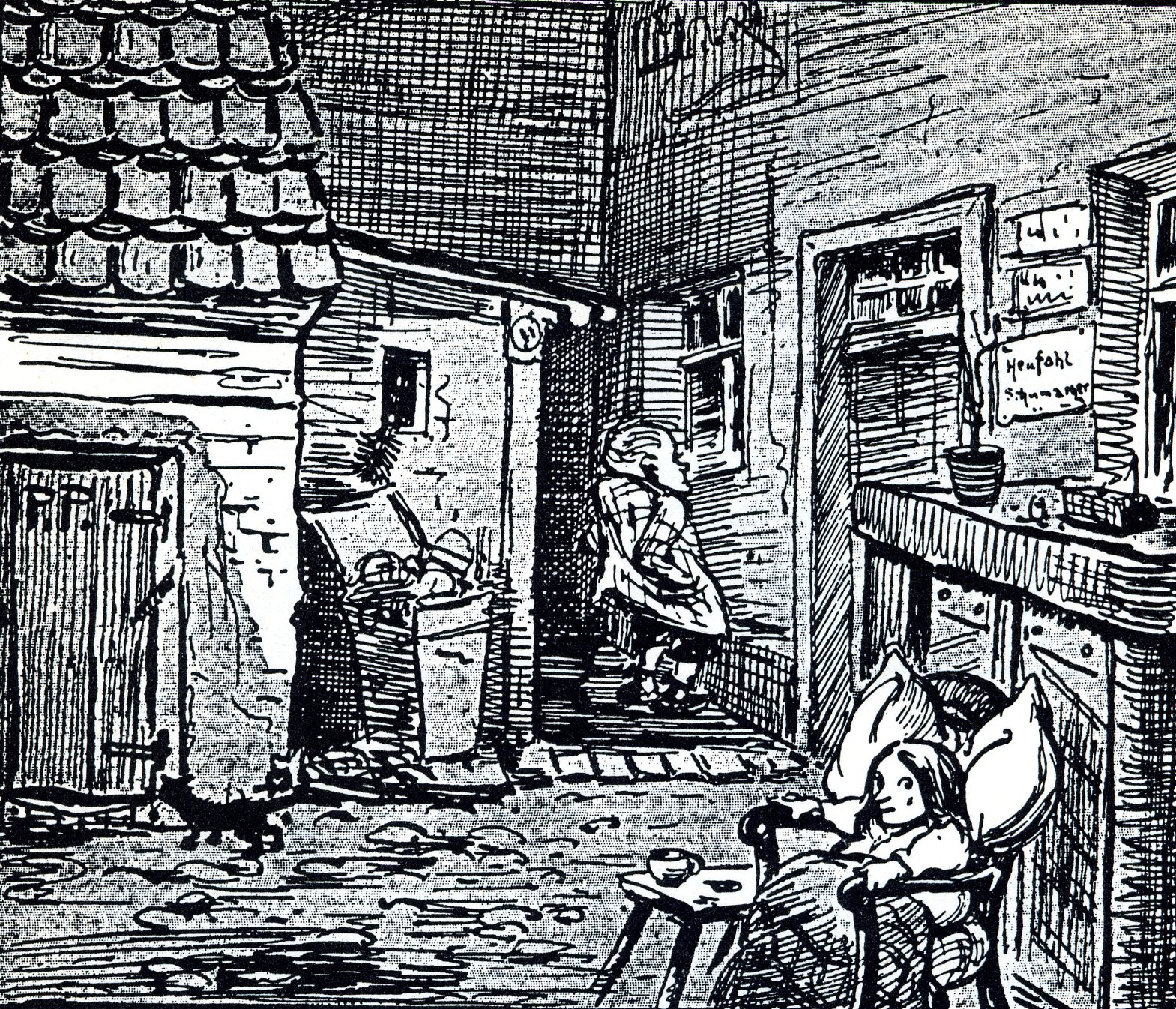
„Mutta, jib doch die zwee Blumtöppe raus, Lieschen sitzt so jerne ins Jrüne!“

Die Vielfalt der Zilleschen Milieubeschreibungen, Humoresken und Anekdoten sind eine Einheit von Bild und zumeist handgeschriebener Untertitelung, die nicht ortsgebunden ist. Es sind scheinbar leicht „dahingeworfene“ Milieustudien, gepaart mit derben Dialogen in schnodderigem Berliner Dialekt. Die Bildunterschriften sind dabei eher als Kommentare zu verstehen, die in ironischer, manchmal sarkastisch-makaberer Weise Zilles Blick in die Hinterhöfe und wilhelminischen Amtsstuben der Jahrhundertwende begleiten. Viele Zille-Bonmots verschärfen den Galgenhumor der Karikatur noch, während andere Zitate die aussichtslose Tristesse mit fatalistischem Witz fast barmherzig zu mildern versuchen: „Besauft eich nich un bringt det Sarg wieder, die Müllern ihre Möblierte braucht’n morjen ooch.“
Bereits zu seinen Lebzeiten hatte Zille bei den formulierfreudigen Berlinern seine Spitznamen: Vom „Vater Zille“, dem „Pinselheinrich“, über den „Daumier von der Panke“ oder „Raffael der Hinterhöfe“ zum „Herrn Professorchen mit der Nickelbrille“. Zu Zilles Professur setzte die von Friedrich Carl Holtz herausgegebene Wochenschrift Fridericus in einer abwertenden Kritik den „Zille seine Namen“ noch einen weiteren völlig abwertend hinzu: „Der Berliner Abortzeichner Heinrich Zille ist zum Mitglied der Akademie der Künste gewählt und als solches vom Kultusminister Otto Boelitz [Deutsche Volkspartei. D. Verf.] bestätigt worden. Verhülle, o Muse, Dein Haupt.“

### Zille und Kinder

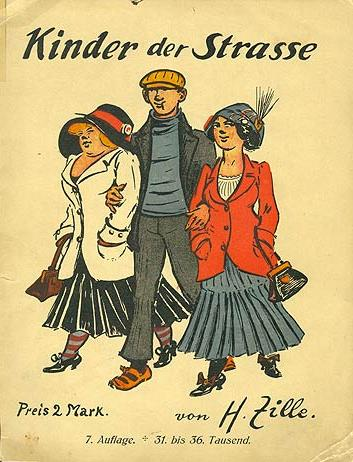
Kinder der Straße, dieser erste Bildband erschien 1908

Den Berliner Rangen brachte „Vater Zille“ seine ganze Teilnahme entgegen: er war Patenonkel von unzähligen Berliner Kindern. Zilles Kinderzeichnungen besitzen eine ungeschönte Lebendigkeit; sie sind authentisch. Zille zeichnete „seine Kinder“ ohne Umstände: ungewaschen, verlumpt und verdreckt mit laufenden oder blutigen Nasen, die sie sehnsüchtig an den gefüllten Schaufenstern der Wohlstandsgesellschaft plattdrücken, um sogleich verscheucht zu werden. „For Zillen kenn’se janich dreckig jenuch sind“, behauptete eine Berliner Mutter. Zilles Kinder streiten und balgen sich und fahren dabei den Erwachsenen mit vorwitzigem berlinischem Dialekt über den Mund. Oftmals finden sich darin philosophische Betrachtungen aus Kindersicht, wie zum Beispiel in einer Zeichnung vom Berliner Weihnachtsmarkt: „Erst zwee Hampelmänner verkooft heute. Die Menschheit hat keen Sinn nich mehr for Harmlose!“
Oft wurde Zille bescheinigt, seine Kinderzeichnungen seien „fern jeglicher Elendsromantik“. Zille wusste genau, was „seine Kleenen“ erwartete, wenn sie heranwuchsen:„Dreiundzwanzig Fennje bekam ’ne Heimarbeiterin, und die Kinder jingen in ’ne Streichholzfabrik und hatten denn von dem Phosphor und Schwefel jar keene Fingernägel mehr. Und da soll man nich mal dazwischenfahren, wenn man erlebt hat, wie sich det Elend von Jeneration zu Jeneration weiterfrißt – wo det Kind schon als Sklave jeboren wird?!“

### Thema Pornografie

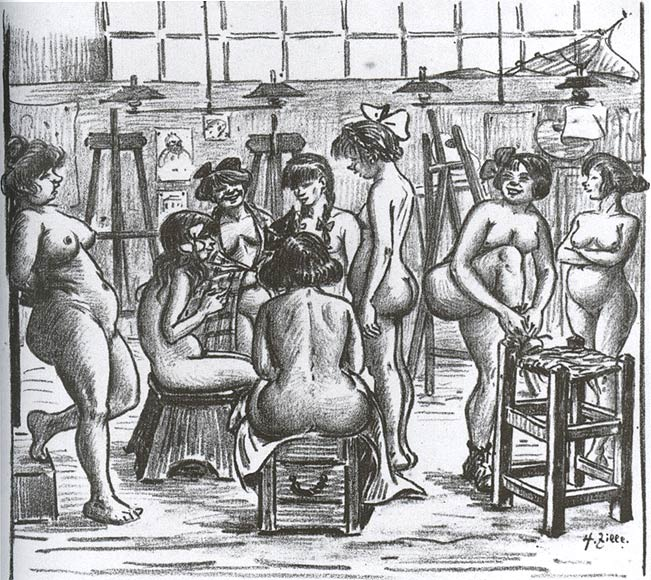
Modellpause, um 1925
„Bei die Maler’s müßt Ihr erst lern versteh’n wat se sag’n. Woll’n se een nackt – dann sagen se: ‚Act‘, mal’n se die Brüste – dann sagen se ‚Büste‘ – und woll’n se den Rücken wo er hübsch is – dann sagen se ‚Kiste‘.“

Ein Jahr vor Ausbruch des Ersten Weltkriegs waren bereits Zilles Bildband Mein Milljöh sowie der Zyklus Berliner Luft erschienen.
Wohl um 1916 illustrierte Zille eine private Balzac-Ausgabe von Tolldreiste Geschichten mit 40 deftig-detailfreudigen Aquarellen. Diese frivol-künstlerischen Arbeiten brachten ihm eine Geldstrafe von 150 Mark ein. Sie blieben jahrzehntelang verschollen, bevor sie 1984 in einem Antiquariat in Heidelberg wiederentdeckt und 2005 in einem Buch ohne Verlagsangabe erstmals veröffentlicht wurden.
1921 folgten die Hurengespräche unter dem Pseudonym W. Pfeifer und mit der falschen Jahresangabe 1913. Zilles ungeschminkte Darstellung von Prostituierten und der Pornografie erregte vielerorts den Unmut der Sittenwächter und Moralapostel. Die Zwanglosen Geschichten und Bilder, die 1919 bei Fritz Gurlitt in Berlin in einer kleinen, nummerierten Ausgabe erschienen, wurden zeitweilig beschlagnahmt.
1925 wurde Zille wegen der Veröffentlichung seiner Lithografie Modellpause im Simplicissimus, die acht unbekleidete Mädchen zeigt, in Stuttgart gerichtlich belangt. Trotz der Leumundszeugnisse seiner Künstlerfreunde wurde er zur Zahlung von 150 Reichsmark und zur Vernichtung sämtlicher Druckplatten verurteilt. Der Autor Lothar Fischer meinte in einer Monografie über Zille, dass ihm das Thema Pornografie ein persönliches Anliegen gewesen wäre, bei den Hurengesprächen handele es sich „nicht um ein Nebenprodukt Zilles, etwa aus finanzieller Not entstanden, sondern das Thema war ihm ein echtes Anliegen.“

### Unpolitisch-politischer Zille
Zilles Leben und Werk rechtfertigen es, ihn als sozialkritischen Menschen zu bezeichnen. Seine Zeichnungen wirkten vordergründig als bloße Anekdoten und Humoresken, doch bei genauerem Hinsehen wird erkennbar, dass er darin sowohl dem Wilhelminismus wie der nachfolgenden Weimarer Republik einen gesellschaftskritischen Spiegel vorhielt. Zille, der selbst einer armen Arbeiterfamilie entstammte und als Kind unter Hunger und Not zu leiden hatte, blieb auch als erfolgreicher und finanziell gesicherter Künstler bodenständig, wobei er stets sein Augenmerk auf die Sorgen und Befindlichkeiten der Unterschicht richtete. Zille war zeitlebens sozial engagiert und trat für die Rechte der kleinen Leute ein. Den Zulauf der Nationalsozialisten beobachtete er mit Argwohn. Inwiefern Heinrich Zille als politischer Mensch eingeordnet werden kann, bleibt offen. Von der Parteipolitik distanzierte er sich oft, indem er beispielsweise wiederholt erklärte: „Ich will der Politik nicht angehören.“ Sicher ist, dass er in seinem privaten Kreis ähnlich denkende Menschen um sich versammelt hatte: etwa seinen Künstlerfreund Otto Nagel, der sich früh der Arbeiterbewegung angeschlossen hatte, oder Käthe Kollwitz, die zwar zeitlebens parteilos war, sich aber als Sozialistin bezeichnete. Im Unterschied zu vielen seiner Freunde, die später als Vertreter angeblich „entarteter Kunst“ verfemt wurden, erlebte Zille den Beginn der Zeit des Nationalsozialismus nicht mehr und entging damit Repressalien wie Arbeits-, Ausstellungs- und Aufenthaltsverboten.

### Nationalsozialismus
Zille war viel zu populär, als dass man ihn als „Zersetzer“ und „Volksfeind“ hätte brandmarken können. Nach Zilles Tod gab der Schriftsteller und Zille-Biograf Hans Ostwald in Zusammenarbeit mit Zilles Sohn Hans zwei neue Zille-Bände heraus: Zille’s Vermächtnis (1930) und Zille’s Hausschatz (1931). Nachgelassene Illustrationen des Künstlers versah er darin mit neuen Bildunterschriften, die sich der nationalsozialistischen Ideologie annäherten, wohl aber nicht den Intentionen des Künstlers entsprachen. Gleiches gilt noch verstärkt für die 1937 mit Hilfe des SA-Standartenführers und Journalisten Otto Paust, der ideologische Romane wie Volk im Feuer schrieb, von Ostwald redigierte Neuausgabe von Zille’s Hausschatz, die nicht von seinen Nachkommen autorisiert wurde.

### Rezeption nach 1945

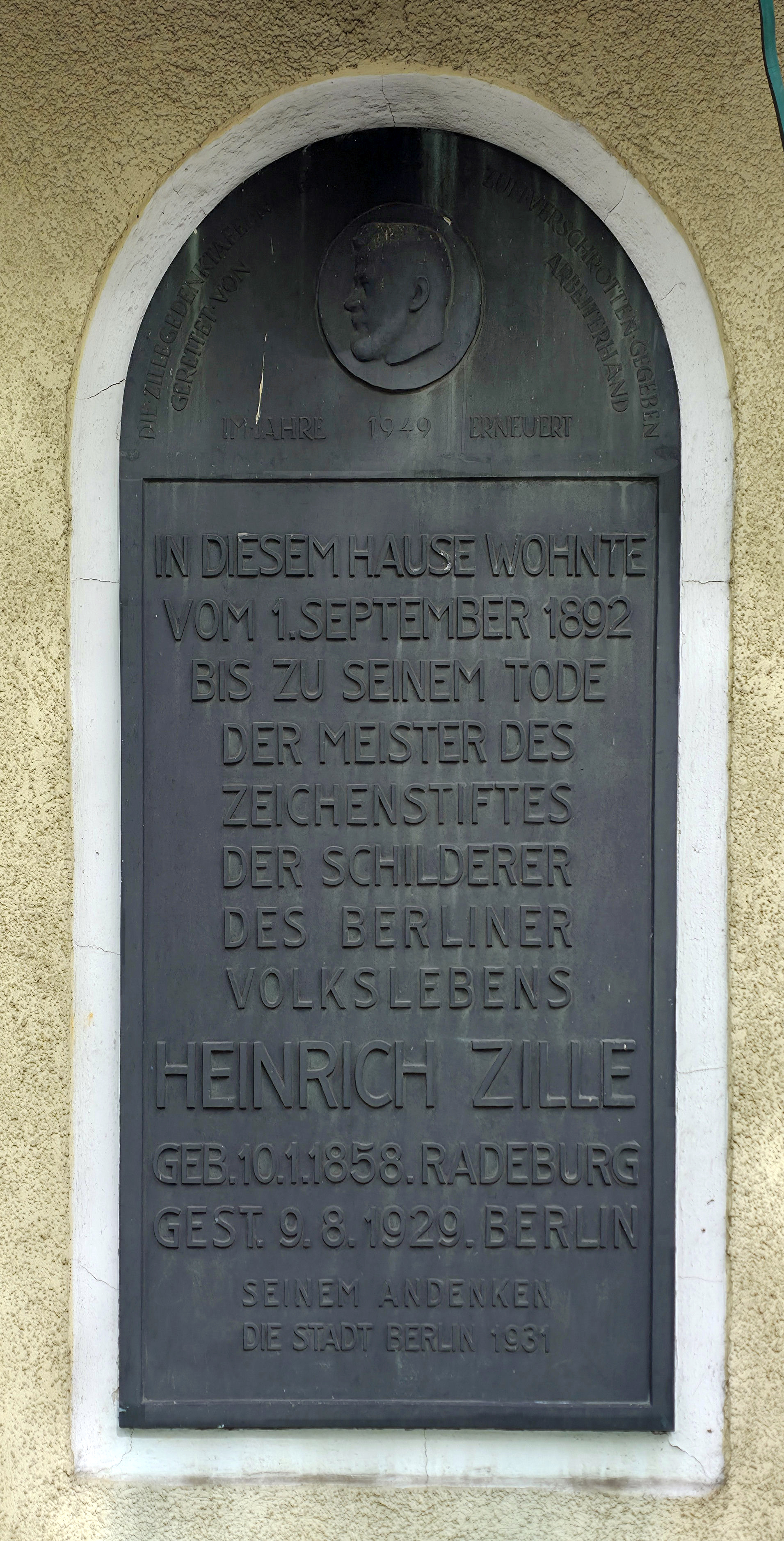
Gedenktafel am Haus Sophie-Charlotten-Straße 88, in Berlin-Charlottenburg

In der Nachkriegszeit bezog sich der 1945 neu gegründete Kulturbund der späteren DDR auf die Nähe Zilles zur Arbeiterbewegung und stilisierte den fast in Vergessenheit geratenen Zille und dessen Künstlerkollegen zu Künstlern des Volkes. An Zilles Wohnhaus in der Charlottenburger Sophie-Charlotten-Straße erinnert seit 1949 eine bronzene Gedenktafel an den Künstler, die aus dem Jahr 1931 stammen soll. Die Inschrift lautet: „In diesem Haus wohnte vom 1. September 1892 bis zu seinem Tode der Meister des Zeichenstifts, der Schilderer des Berliner Volkslebens Heinrich Zille, geb. 10.1.1858 Radeburg, gest. 9.8.1929 Berlin – Seinem Andenken – Die Stadt Berlin – 1931.“ Ein zusätzlicher Vermerk im Rubrum der Tafel gibt an: „Die Zillegedenktafel nach 1933 zum Verschrotten gegeben – gerettet von Arbeiterhand – im Jahre 1949 erneuert.“

### Filme
Der Name Zille wurde oft für Filme über das „Arme-Leute-Berlin“ der Jahrhundertwende verwendet. Allerdings haben nur wenige dieser Produktionen direkt etwas mit seinem Leben zu tun:
- Die Verrufenen von Gerhard Lamprecht aus dem Jahr 1925 entstand noch zu Zilles Lebzeiten mit dessen Zustimmung und förderte die Kommerzialisierung seines Namens. Nach Erzählungen von Heinrich Zille entstand im Jahr seines Todes 1929 zu seinem Gedenken Piel Jutzis Film Mutter Krausens Fahrt ins Glück, wobei das Buch von Willy Döll und Jan Fethke stammte. Der Film wurde unter dem Protektorat von Käthe Kollwitz gedreht. Kollwitz zeichnete für die Authentizität des Films verantwortlich und schuf für diesen auch ihr größtes Plakat.
- Das DEFA-Musical Zille und ick aus dem Jahr 1983 unter der Regie von Werner W. Wallroth ist lediglich an das Zille-Milieu angelehnt, hat aber wenig mit Zilles Biografie gemein.
- Heinrich Zille – Fernsehfilm im Auftrag des ZDF 1977, Regie: Rainer Wolffhardt, mit Martin Held als Zille, Stefan Wigger als Liebermann – beschreibt Zilles Leben in ausgewählten Stationen. Es ist Martin Helds eindringlichem Spiel zu verdanken, dass dieser Film Zille als Menschen in „seinem Milieu“ zu einem Okular auf die Zeit und Gesellschaft werden lässt, in der der Künstler lebte. Held war Zille in seiner Kindheit in Berlin begegnet.
- Im Film Pinselheinrich von Hans Knötzsch aus dem Jahr 1979 wird Zilles Leben dargestellt.
- Der Dokumentarfilm In Zilles Scheunenviertel erlebt (1986) begleitet eine Schulklasse auf den Spuren von Zilles Milieu.

## Auszeichnungen und Ehrungen

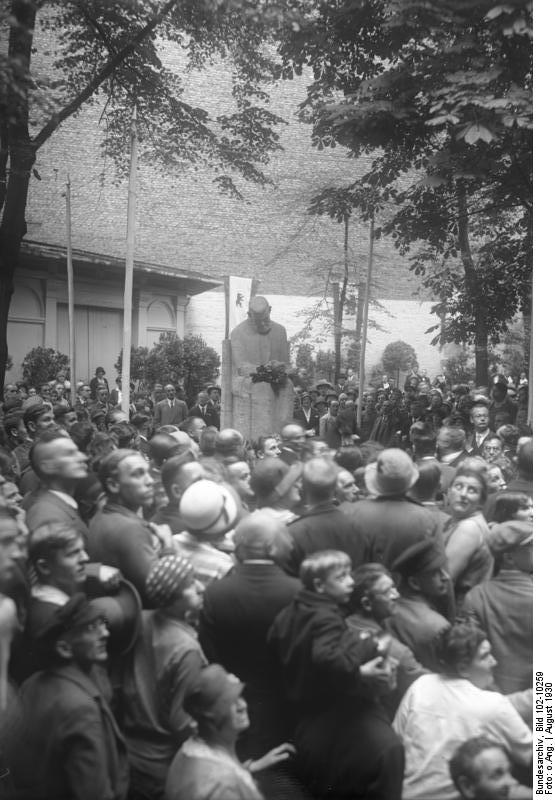
Enthüllung des ersten Zille-Denkmals im Garten des Theaters der Elite-Sänger in Berlin, 1930

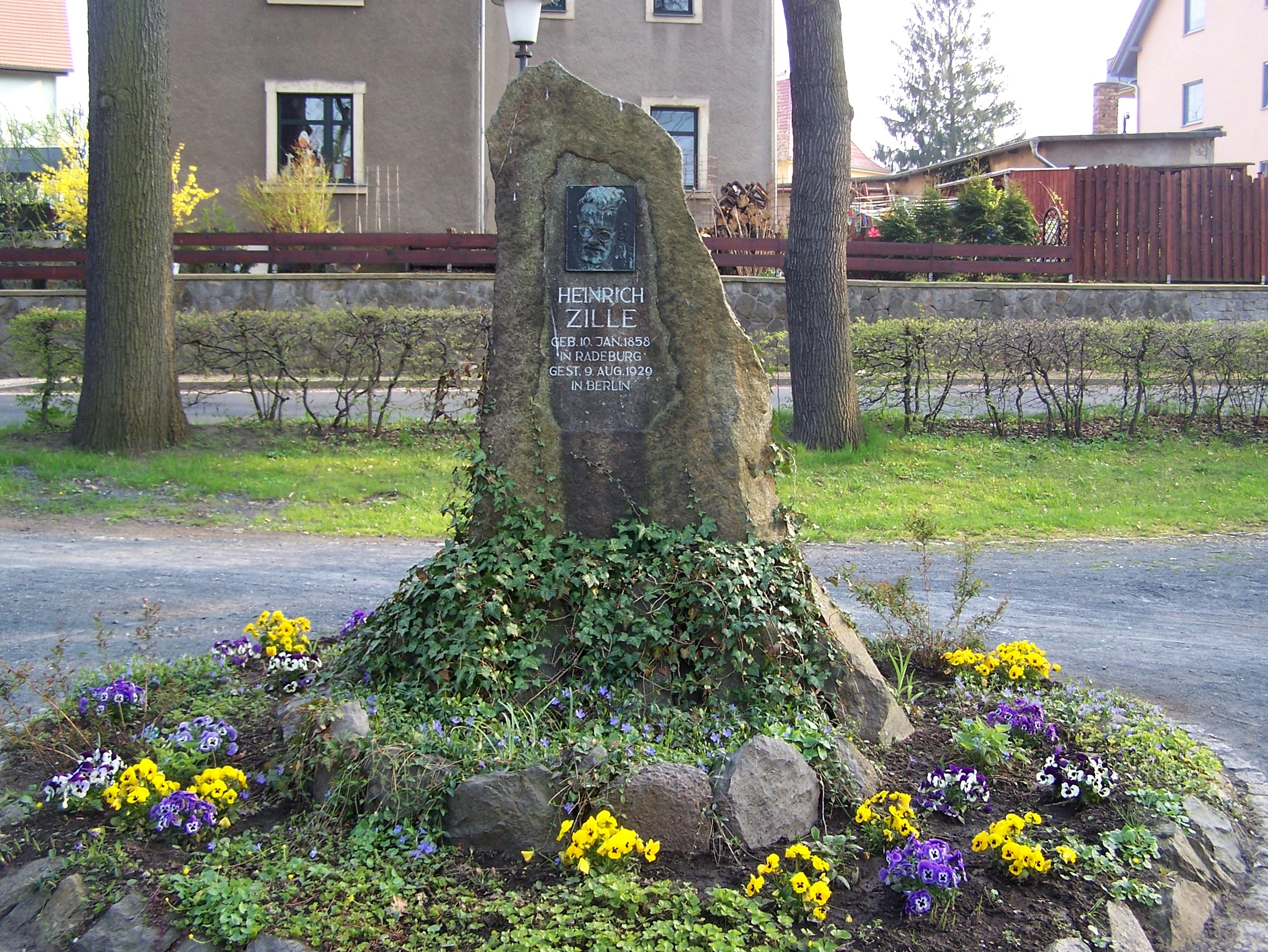
Heinrich-Zille-Gedenkstein im Zille-Hain in Radeburg

Weitere Ehrungen in seiner Geburtsstadt sind unter Radeburg/Persönlichkeiten dargestellt.

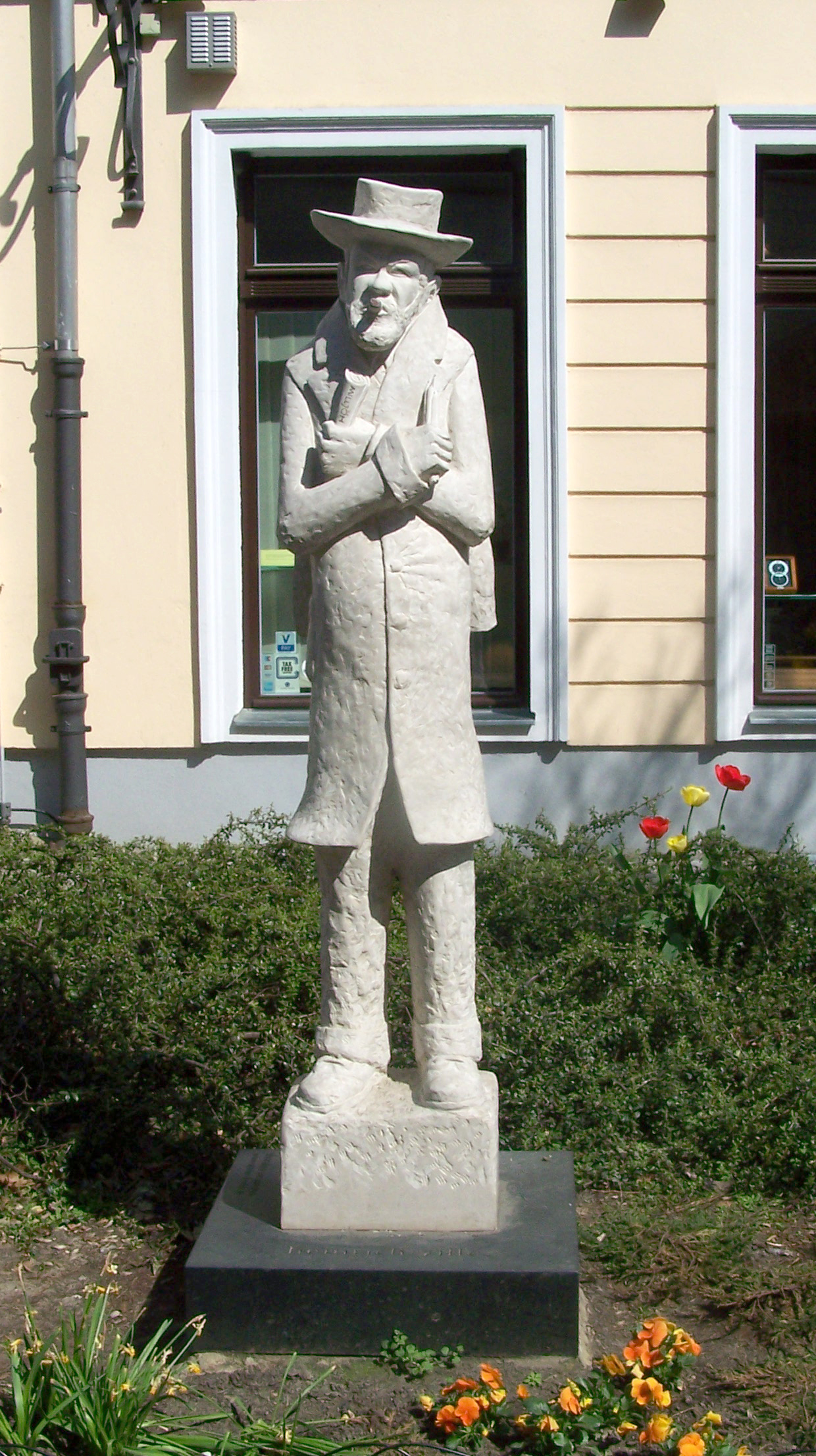
Heinrich-Zille-Denkmal in der Poststraße im Nikolaiviertel, Thorsten Stegmann, 2008

Am 4. Februar 1970 wurde Heinrich Zille als „Bildchronist des Milljöhs“ durch den Berliner Magistrat postum zum 80. Ehrenbürger Berlins ernannt. Außerdem wird an folgenden Stätten an ihn erinnert:
Museum
- Zille-Museum (seit 2002), Propststraße 11 (im Nikolaiviertel), Berlin-Mitte
- Heimatmuseum Radeburg mit Heinrich-Zille-Kabinett (seit 1954), Heinrich-Zille-Straße 9, Radeburg

Denkmale
- Heinrich-Zille-Denkmal, Köllnischer Park (am Märkischen Museum),[32] Berlin-Mitte
- Poststraße (im Nikolaiviertel),[33] Berlin-Mitte
- Volkspark Prenzlauer Berg (Teil eines Reliefs), Berlin-Prenzlauer Berg

Ehrengrab
- Südwestkirchhof Stahnsdorf (evangelisch), Bahnhofstraße, Stahnsdorf

Gedenktafeln
- Propststraße 3, Berlin-Mitte

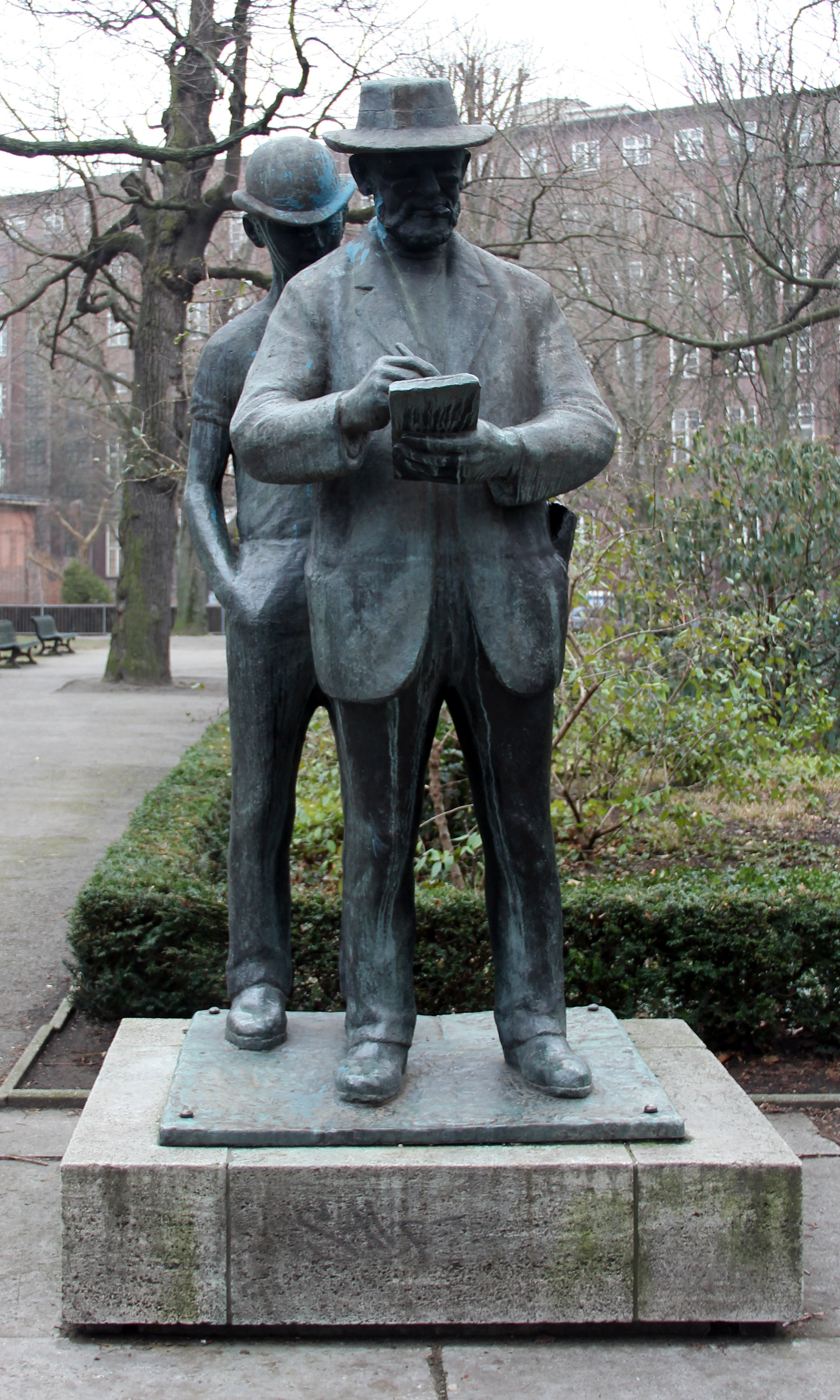
Denkmal im Köllnischen Park, Berlin-Mitte

- Zille-Wohnhaus, Geusenstraße 16, Berlin-Rummelsburg
- Zille-Wohnhaus, Sophie-Charlotten-Straße 88, Charlottenburg-Wilmersdorf
- Gedenkstein Zille-Elternhauslage, Fischerstraße 8, Berlin-Rummelsburg
- Zille-Geburtshaus, Markt 11, Radeburg
- Gedenkstein, Zille-Hain, Radeburg
- Relief von Prof. August Kraus, Zille-Wohnhaus, Heinrich-Zille-Straße 1, Radeburg
- Relief am Standort ehemaliges Wohnhaus, Dresdner Straße 107, Freital

Parks
- Heinrich-Zille-Park, Berlin-Mitte
- Zille-Hain, Radeburg

Siedlungen und Straßennamen (Auswahl)
- Heinrich-Zille-Siedlung, Berlin-Moabit
- Zillestraße, in Berlin-Charlottenburg
- Zillestraße, Frankfurt am Main
- Zillestraße, Köln-Holweide
- Zillestraße, Wolfsburg
- Zillepromenade Lichtenberg
- Heinrich-Zille-Straße, Ludwigsfelde
- Heinrich-Zille-Straße, Dresden
- Heinrich-Zille-Straße, Hanau
- Heinrich-Zille-Straße, Radeburg
- Heinrich-Zille-Straße, Lauchhammer
- Vater-Zille-Weg, Radeberg
- Heinrich-Zille-Straße, Radebeul
- Heinrich-Zille-Straße, Stahnsdorf
- Heinrich-Zille-Straße, Wiesbaden-Schierstein
- Heinrich-Zille-Radweg, vom Elberadweg nach Radeburg
- Heinrich-Zille-Winkel, Taucha
- Heinrich-Zille-Straße, Hoyerswerda
- Zillehof, Wien-Hietzing
- Heinrich-Zille-Platz;  Monheim am Rhein
- Heinrich-Zille-Straße, Halle (Saale)
- Heinrich-Zille-Weg, Medingen (Ottendorf-Okrilla)
- Heinrich-Zille-Weg, Riesa
- Heinrich-Zille-Straße, Köln-Esch
- Heinrich-Zille-Straße, Frankfurt (Oder)
- Heinrich-Zille-Straße Kassel/Niederzwehren
- Heinrich-Zille-Straße, Bremervörde
- Heinrich-Zille-Straße, Chemnitz

Schulen (Auswahl)
- Zille-Grundschule, Berlin-Friedrichshain
- Heinrich-Zille-Schule, Radeburg, (Mittelschule)
- Heinrich-Zille-Schule, Berlin-Kreuzberg (Grundschule)
- Grundschule Heinrich Zille, Stahnsdorf

Apotheke
- Heinrich-Zille Apotheke, Berlin-Wedding

 Gaststätten 
- Bis Januar 2020 existierte in der Bleibtreustraße im Berliner Ortsteil Charlottenburg weit über 100 Jahre lang[34] die Gaststätte Zillemarkt, die nach Heinrich Zille benannt wurde. Mit Berliner Küche, einem Biergarten im Hof und selbstgebrautem Bier lockte das Lokal zahlreiche Touristen an.[35] Die Speisekarte war mit vielen Werken von Zille geziert.
- In Naumburg (Saale) gibt es in der Mariengasse 2 seit 2019 das Café Zille mit Bühne.[36] An derselben Adresse gab es bis 2017 die Speisegaststätte Zillestube.

Zille auf Briefmarken und Münzen
- Zu Zilles 100. Geburtstag gab die Deutsche Post der DDR am 20. März 1958 zwei Sondermarken heraus (Michel-Nr. 624 und 625).
- Die Deutsche Bundespost Berlin veröffentlichte zwei Zille-Briefmarken: 1957 eine 8-Pfennig-Marke in der Serie „Männer aus der Geschichte Berlins“ mit einem Porträt Zilles (Michel-Nr. 164), 1969 eine 5-Pfennig-Marke in dem Satz „Berliner des 19. Jahrhunderts“ mit einer Federzeichnung von Zille aus dem Jahr 1905, die eine Droschkenkutsche zeigt (Michel-Nr. 330).
- Zu Zilles 150. Geburtstag gab Deutschland am 2. Januar 2008 eine 55-Cent-Sonderbriefmarke heraus.
- Zu Zilles 150. Geburtstag ließ die Sparkasse Meißen eine Gedenkmedaille in Gold und Silber prägen.

Astronomie
- Im Jahre 2000 wurde ein Asteroid nach Heinrich Zille benannt: (15724) Zille.

Verkehr
- Im Jahr 1958 erhielt das Schiff Heinrich Zille seinen Namen.

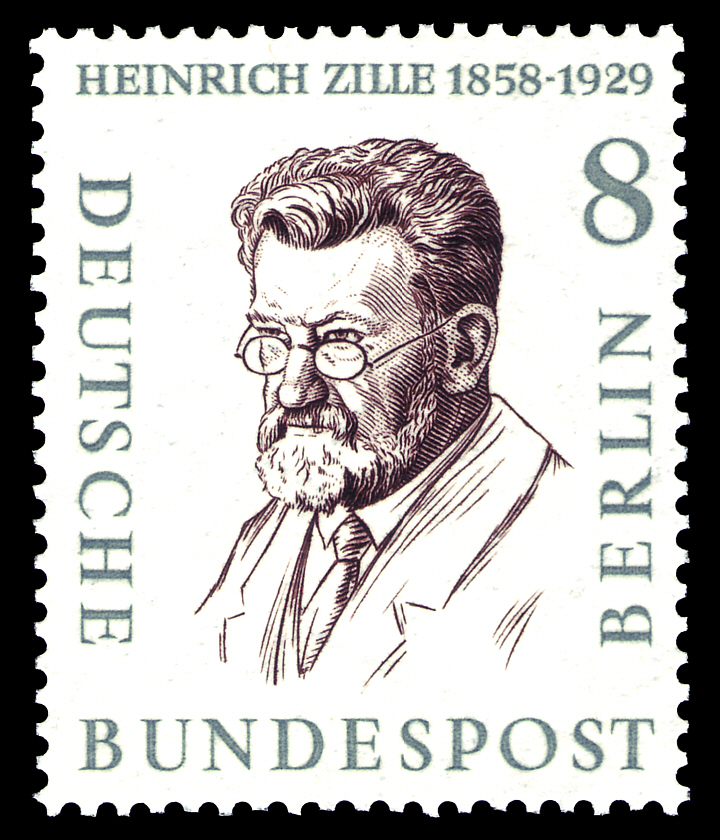
Briefmarke der Deutschen Bundespost Berlin, 1958, aus der Serie Männer aus der Geschichte Berlins
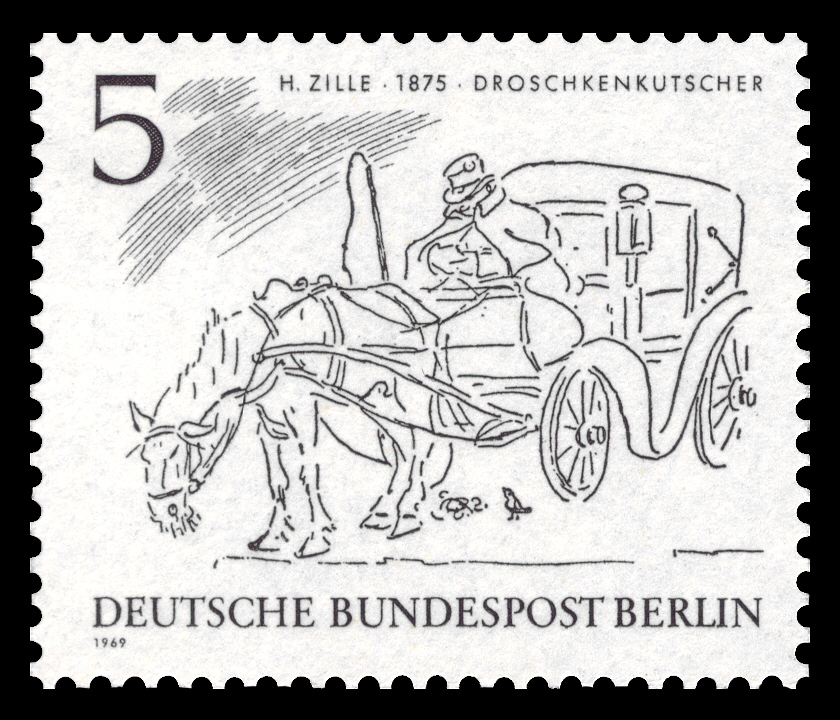
Sonderbriefmarke der Deutschen Bundespost Berlin (1969)
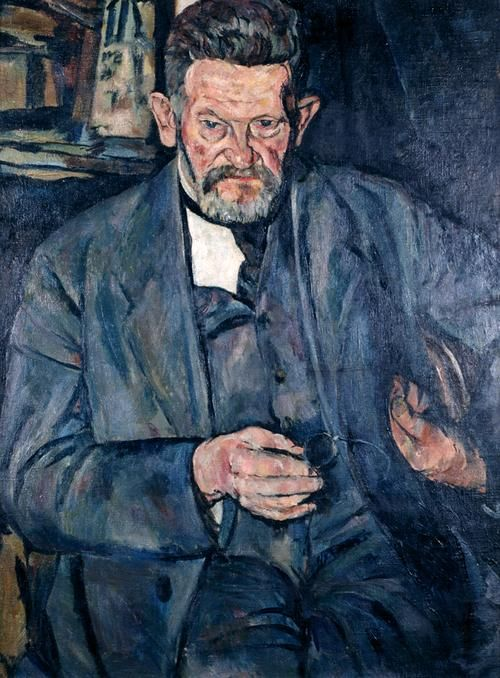
Erich Büttner: Heinrich Zille, 1923

## Heinrich-Zille-Karikaturenpreis
Der Heinrich-Zille-Karikaturenpreis ist ein deutschlandweiter Wettbewerb. Seit 2018 wird er jährlich im Herbst von der Stadt Radeburg gemeinsam mit der Dresdner Galerie Komische Meister unter einem neuen Motto ausgelobt. Eine Jury wählt aus allen eingereichten Werken die Siegerkarikatur. Der mit 1000 Euro dotierte Hauptpreis wird durch wechselnde Sponsoren unterstützt. Die Preisverleihung erfolgt als öffentliche Veranstaltung jeweils im Januar am Sonntag nach dem Geburtstag von Heinrich Zille.
Mit der Preisverleihung eröffnet eine Sonderausstellung im Heimatmuseum Radeburg, in der die besten eingereichten Arbeiten des jeweiligen Heinrich-Zille-Karikaturenpreises zu sehen sind. Während dieser Ausstellung wird ein Heinrich-Zille-Publikumspreis ermittelt, der mit 500 Euro dotiert ist. Zusätzlich folgt im Laufe des Jahres eine eigene Werkschau des Siegers.

## Zille-Sammlung
Das Kunstmuseum der Stadt Mülheim an der Ruhr besitzt die größte Zille-Sammlung außerhalb Berlins. Die „Sammlung Themel“ mit über 300 Exponaten wurde von Karl G. Themel zusammengetragen, der, als ehemaliger behandelnder Arzt von Zilles Sohn Walter, später lange Jahre als Chefarzt und Radiologe am evangelischen Krankenhaus in Mülheim an der Ruhr tätig war. 1979 gründete Themel den Förderkreis des Kunstmuseums und übertrug seine Sammlung dem Kunstmuseum.